# Canarana (Mato Grosso)
Canarana es un municipio brasilero del estado de Mato Grosso. Su población estimada en 2004 era de 18.130 habitantes.

## Historia
El municipio de Canarana surgió en los años 70 cuando se instalaron los primeros agricultores reclutados en el municipio gaúcho de Tenente Portela, por la Coopercol - Cooperativa Colonizadora 31 de Marzo Ltda, fundada y dirigida por el pastor Norberto Schwantes y por el economista José Roberto.
Después de su fallecimiento, en su homenaje, fueron dados sus nombres a las escuelas estatales del municipio, uno el Colegio Norberto Schwantes y otro la Escuela Estatal 31 de Marzo.
Nacía la primera cooperativa colonizadora del país, que en principio no buscaba lucro. La primera idea de Schwantes era asentar familias gaúchas luteranas en território sur-matogrossense.
El nombre de la ciudad de Canarana (unas gramíneas de la región) fue escogido en ocasión de la elaboración del anteproyeto, que supuso la conformación del núcleo de colonización, en 1972. Schwantes fue un idealizador y él fue el pionero en esta labor.
Dicen que el nombre también fue escogido por recordar el nombre "Canaã", la tierra prometida, aprovechando esto para atraer a los agricultores a la región.
La iniciativa del pastor Norberto Schwantes tenía el apoyo de los gobiernos Estatal y Federal, que deseaban trasladar empresarios rurales a la región al mismo tiempo que disminuían las tensiones por los conflictos de tierras creados en el Rio Grande do Sul.
Así, el 15 de febrero de 1975 es creada la localidad de Canarana.
A través de la ley Estatal n.º 3.762 de 29 de junio de 1976, es creado el distrito de Canarana, con territorio adscrito al municipio de Barra do Garzas.
La ley Estatal n.º 4.165 de 26 de diciembre de 1979 crea el municipio de Canarana.
Canarana tiene un huso horario diferente del usado en el Estado de Mato Grosso. En Canarana es usado el mismo Huso Horario de Brasilia, sin embargo, sin cambios al horario de verano. Para obtener el horario correcto, se debe usar siempre el huso horario UTC -3.